# Smicroplectrus perkinsorum
Smicroplectrus perkinsorum är en stekelart som beskrevs av Geoffrey John Kerrich 1952.
Smicroplectrus perkinsorum ingår i släktet Smicroplectrus och familjen brokparasitsteklar. Inga underarter finns listade i Catalogue of Life.